# Маніпуляція (фокуси)
Маніпуляція — різновид ілюзійного жанру, що частково протиставляється ілюзії. Якщо в ілюзії ефект досягається за рахунок спеціальних технічних засобів, то в маніпуляції він є результатом комбінації спритності рук маніпулятора (фокусника) та його ж міміки і жестів, що відвертає увагу спостерігачів.

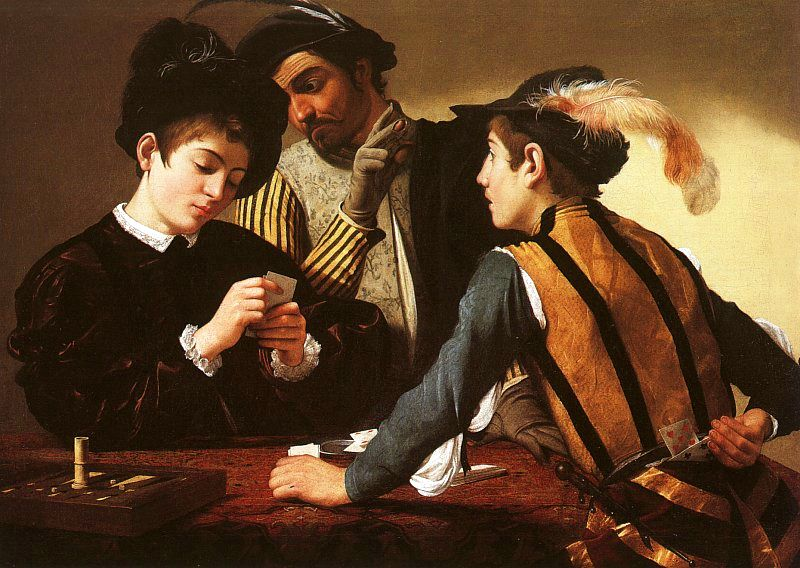
Спритність рук допомагає виграти у карти

## Еволюція поняття
В старому цирку естрадного ілюзіоніста, що для виконання своїх фокусів використовував силу, спритність, гнучкість пальців і особливо зап'ясть рук називали престидижитатор (фр. Prestidigitateur, від фр. Preste - швидкий і лат. Digitus - палець). Сьогодні цю категорію ілюзіоністів називають маніпуляторами.

## Характеристика

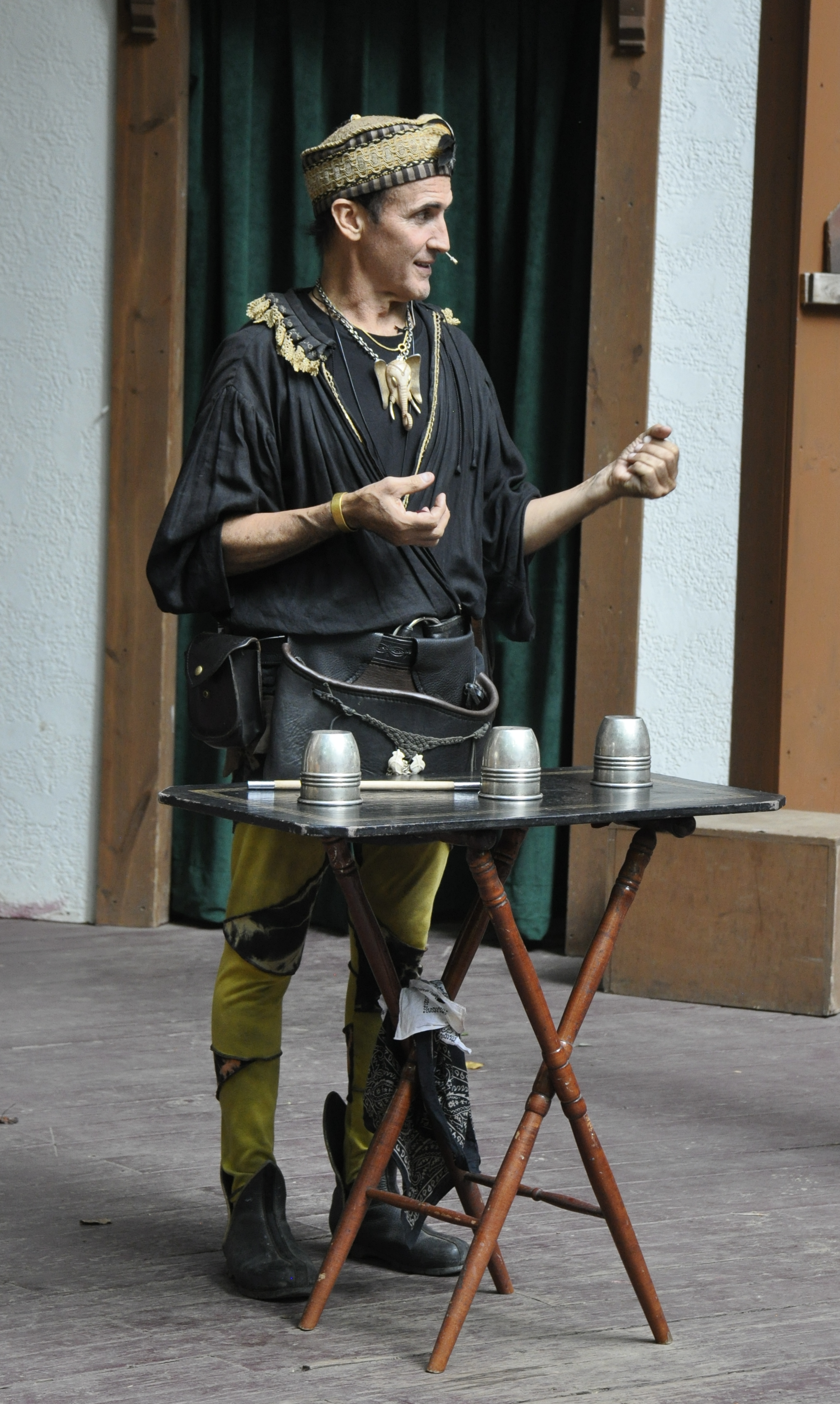
Джонні Фокс виконує трюк з чашками і шариками на фестивалі "Відродження Меріленду"

Ця категорія ілюзіонізму також називається спритністю рук і вважається однією з найскладніших, оскільки для досягнення такого рівня технічних навичок, які створюють ілюзії, потрібні місяці і навіть роки важких і наполегливих тренувань. Спритність рук включає, з одного боку розвиток пластичності рук, а з іншого - оволодіння певними навичками роботи з предметами. Деякі маніпуляційні трюки не вимагають розвитку пластичності рук, а зводяться лише до вироблення саме досконалих навичок. Найскладніші види маніпуляції (наприклад, сценічна маніпуляція з картами) без досягнення певного рівня пластичності рук виконати неможливо. Найчастіше маніпулятор працює зі звичайними предметами, які не містять жодних технічних секретів, механізмів чи прийомів.

Маніпуляції – надзвичайно складний і трудоємкий різновид ілюзіону. Вони потребують регулярної, тривалої і педантичної роботи над собою, вимагають щоденних кількагодинних занять і практик, що зорієнтовані на розвиток пластики рук.

## Види маніпуляцій
У цьому жанрі ілюзіону є чимало різновидів і можливостей, але найпоширенішими об'єктами для маніпулювання є: 
- гральні карти,
- монети,
- більярдні кулі,
- наперстки,
- свічки,
- хустки,
- письмові приладдя (ручки).